# Хлебников, Виктор Борисович
Виктор Борисович Хлебников — советский хозяйственный, государственный и политический деятель.

## Биография
Родился в 1908 году в Красноярске. Член КПСС.
С 1931 года — на хозяйственной, общественной и политической работе. В 1931—1976 гг. — прораб, начальник доменного цеха Кузнецкого металлургического комбината, директор Днепродзержинского металлургического завода имени Дзержинского, директор Закавказского металлургического завода, начальник главка Наркомата и Министерства чёрной металлургии СССР, директор Государственного института проектирования металлургических заводов «Гипромез», заместитель министра чёрной металлургии СССР, заместитель председателя Госплана СССР, председатель постоянной комиссии СЭВ по чёрной металлургии.
Умер в Москве в 1976 году. Похоронен на Троекуровском кладбище.